# Shuni-e

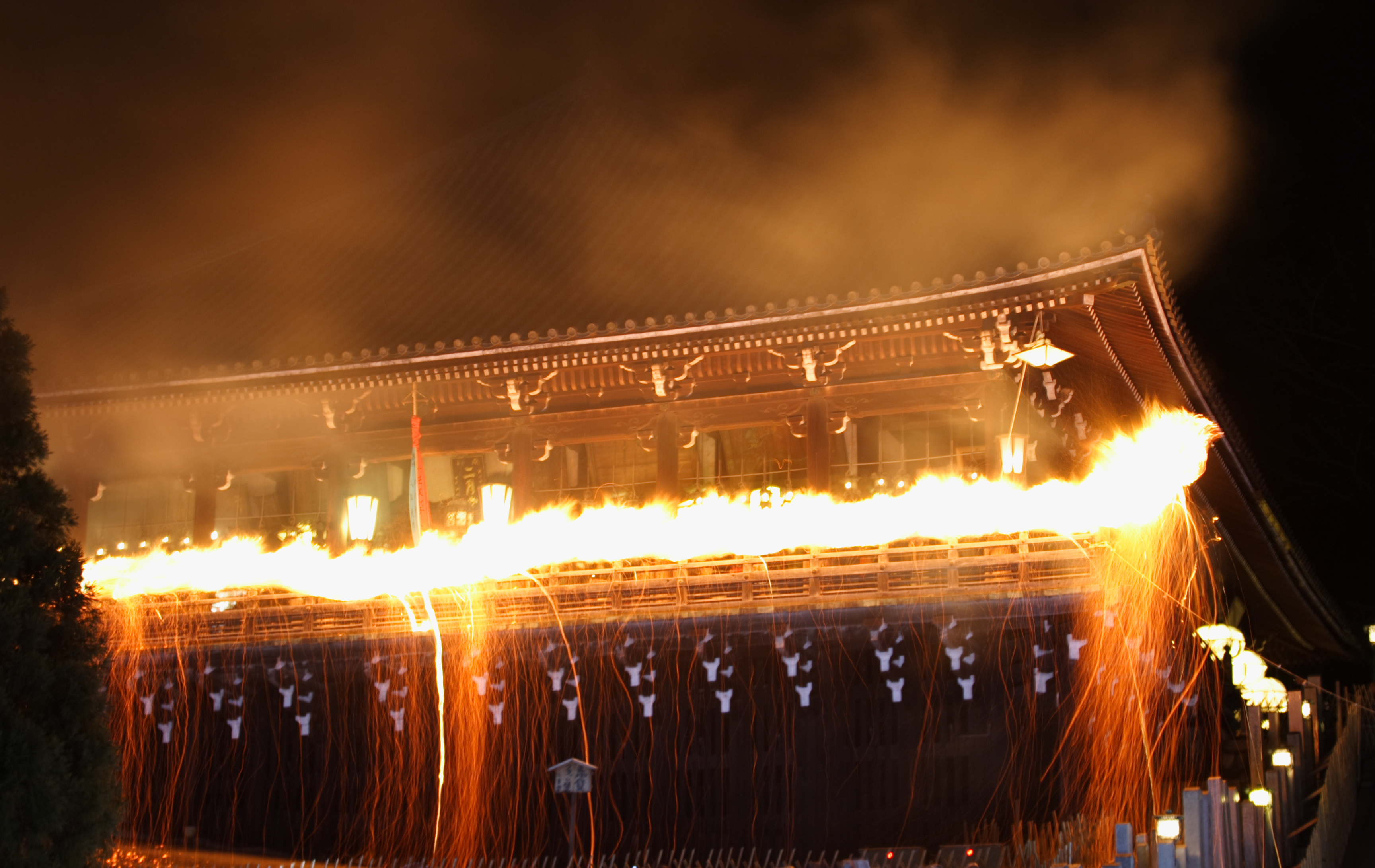
Shuni-e au Tōdai-ji.

Le Shuni-e (修二会, littéralement « cérémonie du deuxième mois ») ou Omizu-tori (お水取り, « cérémonie du puisage de l'eau ») est une cérémonie religieuse tenue chaque année dans quelques temples bouddhiques dédiés à Kannon au Japon. Elle est nommée ainsi car son organisation coïncide traditionnellement avec le deuxième mois du calendrier lunaire. « Omizu-tori » désigne en réalité le rituel principal tenu le soir du 13 mars durant le Shuni-e du Tōdai-ji de Nara, mais le terme est parfois employé par commodité pour désigner l’ensemble du Shuni-e du temple. Un autre nom donné à la cérémonie est « Taimatsu shiki » (littéralement « cérémonie des torches de pin ») en référence au rituel du feu, durant lequel d’imposantes torches en pin font jaillir une myriade d’étincelles salvatrices sur la foule des croyants.
De nos jours, la cérémonie est habituellement organisée en février ou mars, selon les temples. La cérémonie Shuni-e la plus emblématique est celle du Tōdai-ji tenue chaque année depuis 752, sur laquelle porte la plupart des études. L’article ci-dessous décrit principalement cette cérémonie.

## Shuni-eau Tōdai-ji
Le Shuni-e du Tōdai-ji se déroule du 1 au 14 mars afin de purifier le monde profane de ses péchés et favoriser la prospérité du pays. Elle y est organisée pour la première fois par Jitchū, moine de l’école Kegon, en signe de dévotion au bodhisattva de la compassion Kannon (Avalokiteśvara) en 752, et se tient depuis chaque année. La cérémonie se passe au Nigatsu-dō du Tōdai-ji depuis la fin de sa construction en 772. L’événement est également nommé « Omizu-tori » en référence au rituel principal tenu le dernier soir. De nos jours, la cérémonie se compose en fait d’un ensemble de rituels et prières dédiés à la repentance envers Jūichimen Kannon (Kannon à onze têtes) et à la bonne santé du peuple, mais impliquant diverses entités ou divinités du panthéon shinto et bouddhique. Parmi ces rituels, ceux du feu (Otaimatsu) et de l'eau (Omizutori) sont les plus remarquables.

### Origine

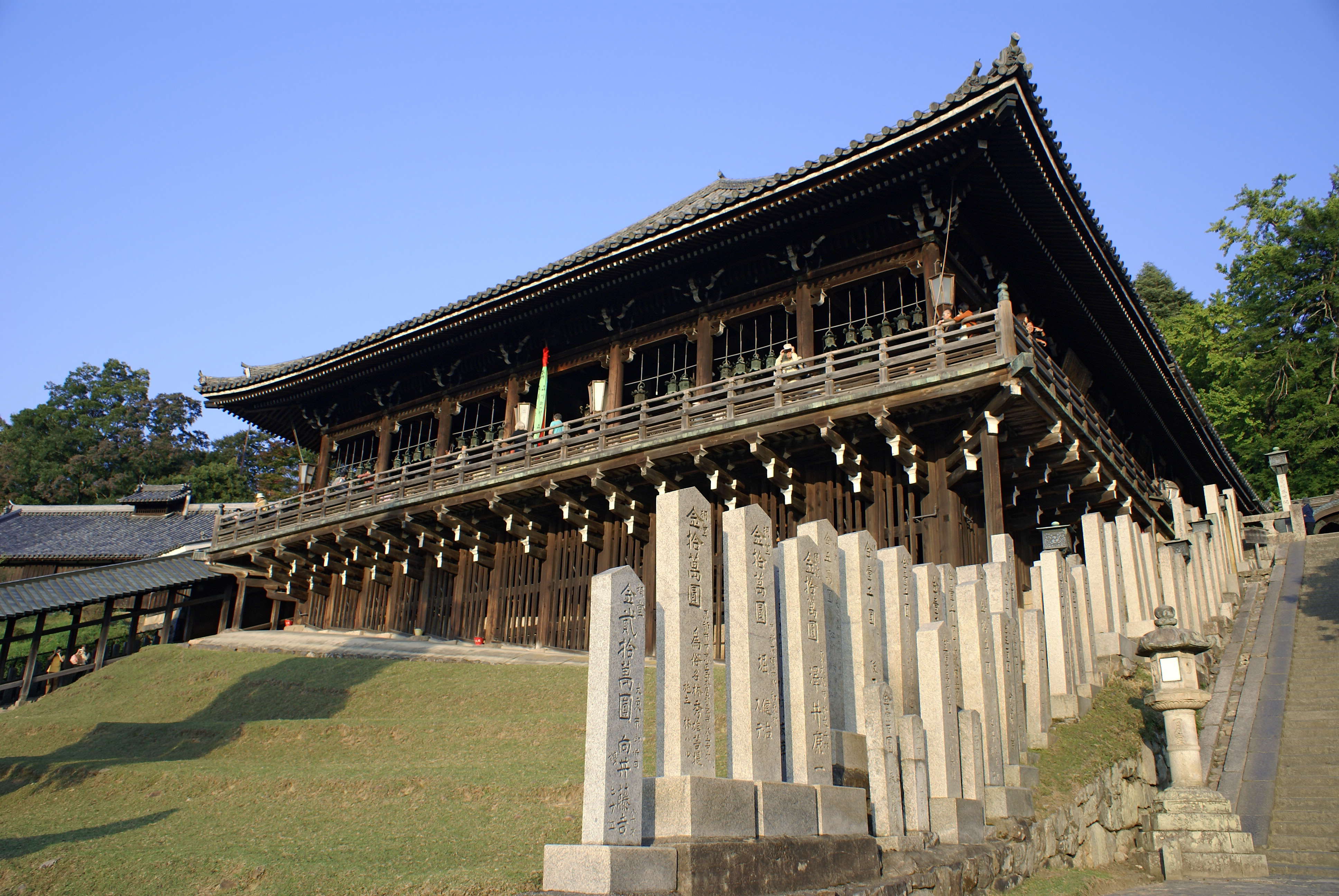
Le Nigatsu-dō au Tōdai-ji.

Les origines du Shuni-e du Tōdai-ji ne sont pas précisément connues. Un document illustré de 1586 cite sur le sujet une légende portant sur le moine Jitchū : l’histoire raconte que ce dernier errait au plus profond des montagnes du Kasagi en 751 jusqu’à atteindre finalement le paradis bouddhique du Tuṣita (Tosotsuten en japonais). Là, il observa quarante-neuf sanctuaires dédiés à diverses divinités bouddhiques, et des deva s’affairant sans repos pour l’observation des liturgies et des offrandes dues. Un de sanctuaires se démarquant par sa taille était dédié à Kannon, dans sa forme à onze têtes, où une vaste foule prenait part à un rituel de repentance. Transporté par cette cérémonie, Jitchū demanda à un deva s’il pouvait rejoindre le rituel, mais cela lui fut refusé car le temps s’écoule plus rapidement au Tuṣita que sur Terre : un jour correspondrait à quatre cents jours terrestres.
Cependant, Jitchū aurait résolu de reproduire cette cérémonie, établissant après diverses péripéties dans la légende le Shuni-e en l’honneur de Kannon à onze têtes.
Des sources d’époque indiquent que la cérémonie était à l’origine tenue dans les quartiers privés (Shibichūdai) de la cour de l’impératrice Kōmyō, proche de Jitchū, probablement afin d’obtenir la guérison pour son mari Shōmu, dont la santé était alors fragile. Les rituels deviennent publics lors de leur transfert au Tōdai-ji, et la cérémonie est mise en place au Nigatsu-dō après sa construction, où les rites et la liturgie restent relativement inchangés depuis.

### Préparatifs
Onze moines nommés rengyōshū choisis en décembre de l’année précédant chaque cérémonie sont chargés de la tenue des offices. Après une période de préparation (bekka) consacrée à la méditation, à la purification, à la préparation des objets rituels et au nettoyage du site à partir du 20 février, ils assurent les principaux rites de repentances durant le Shuni-e (1 au 14 mars). Pendant cette période précédant la cérémonie, il leur est interdit de parler à quiconque ou de quitter leur logement.
Le premier jour du Shuni-e, une procession se rend au Nigatsu-dō en récitant des sūtras rythmés par des cloches et divers instruments.

### Keka: rituel de repentance
Le rituel central de repentance du Shuni-e (keka) est tenu en privé par les rengyōshū, qui doivent observer six fois par jour un rituel de repentance aux moments suivants : soir (shoya), minuit (yahan), nuit (goya), aurore (jinjo),  midi (nitchu), et crépuscule (nichimotsu).
Pour chaque session, les onze moines se réunissent dans le sanctuaire intérieur (naijin) du Nigatsu-dō où se trouve l’autel dédié à Kannon. Le culte du soir (shoya) est le plus long, s’étalant sur trois heures. La liturgie et les services religieux à respecter durant chaque session issus du sūtra ésotérique Avalokiteśvara ikadaśamukha dhāraṇī sont décrits très précisément en quatre phrases : shōmyō keka (repentance), hōgō (invocation du nom du bodhisattva), nyohō nenju (récitation du dhāraṇī), et hotsugan (vœux). Les récitations et invocations sont chantées par les moines.

### Otaimatsu: le rituel du feu

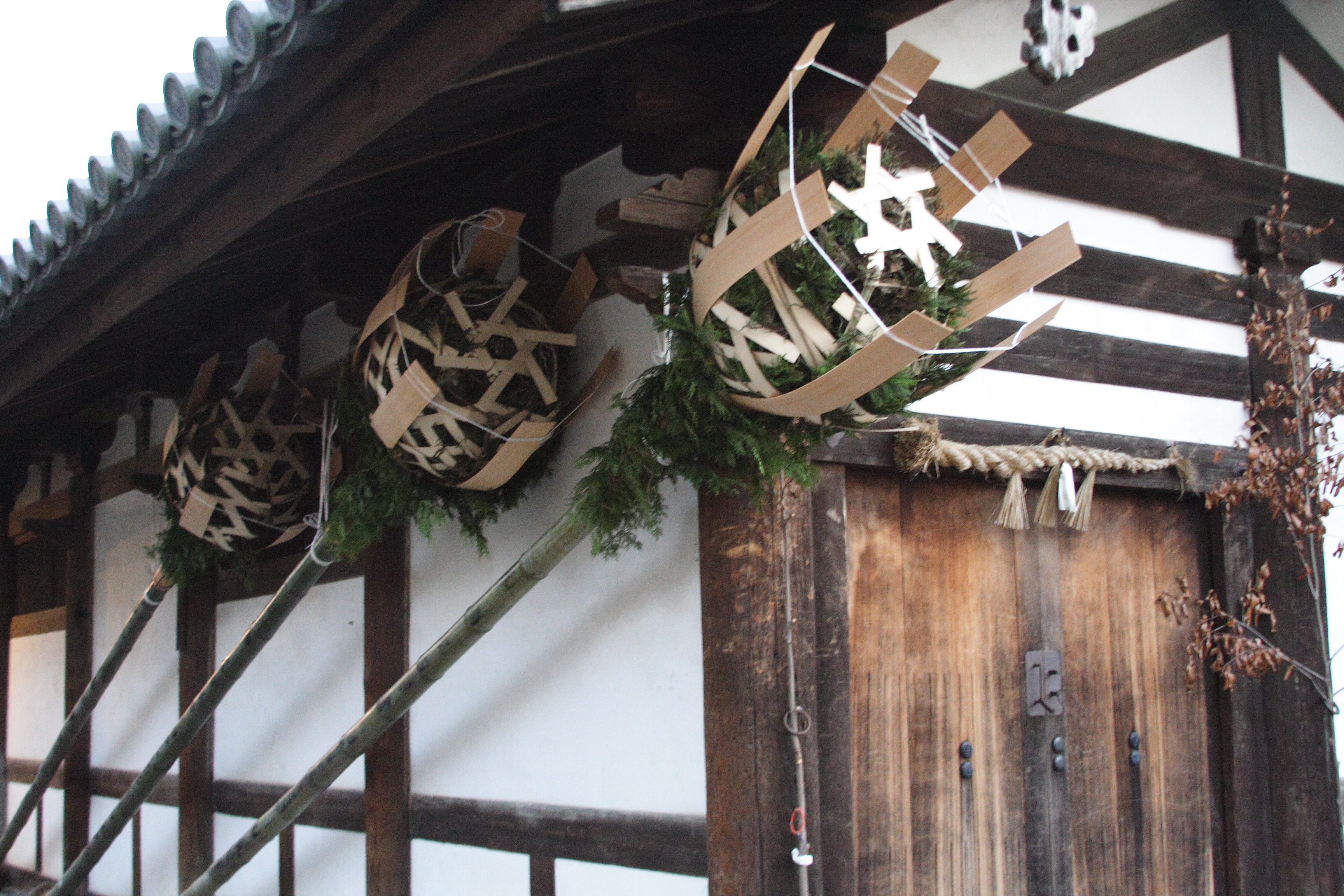
Torches de pin utilisées pour le rituel du feu.

Chaque nuit durant la cérémonie, dix croyants (onze le 12 mars) sont choisis pour porter sur leurs épaules de larges torches de pin mesurant jusqu’à 8 m de haut et pensant 80 kg. Les porteurs de torches courent le long du balcon du premier étage du Nigatsu-dō, projetant une multitude d’étincelles sur la foule en contrebas. Toute personne touchée par les étincelles est, croit-on, protégée du mauvais sort. Durant le rituel, les moines chantent, pratiquent le pradaksina (circumambulation) et brandissent des sabres pour éloigner les mauvais esprits.
Des torches sont également allumées au début du Shuni-e par l’ittoku à l’aide d’un silex lors de l’ittokuka, qui a lieu en début de matinée le 1er mars. L’ittoku est l’héritier de la famille Inagaki, gardienne du temple du Nigatsu-dō.

### Omizutori: le rituel de l’eau
Omizu-tori (お水取り) signifie littéralement « cérémonie du puisage de l’eau » ou « de l’arrivée de l’eau » ; Laurence Berthier donne pour titre de sa thèse le « rituel de l’eau de jouvence ». Il s’agit du rituel le plus sacré du Shuni-e.
En contrebas du Nigatsu-dō se trouve un puits nommé Wakasa-i, où l’eau ne jaillit qu’une fois par an début mars. La légende dit qu’elle parvient au temple après avoir circulé dix jours sous la ville d’Obama ; d’ailleurs, le 2 mars a lieu la cérémonie du départ de l’eau sacrée (Omizuokuri) dans le temple Jingu-ji le long de la rivière Onyu (préfecture de Fukui). Après le rituel du feu la dernière nuit du Shuni-e, les moines puisent l’eau du puits à la lumière de torches, afin de l’offrir à Kannon et au public vers deux heures du matin. Elle est réputée pour avoir des vertus curatives. L’eau est par ailleurs transférée dans deux jarres : l’une contient un peu d’eau des quelque 1 250 festivals passés depuis 752, l’autre sert à recueillir l’eau nouvelle. Ce rituel s’inscrit dans les courants syncrétiques (bouddhisme et shinto) en tirant son origine, ses pratiques et les divinités honorées tant du bouddhisme que du shinto.
Il y a différentes légendes sur l’origine de l’Omizutori. L'une d’elles suggère que le fondateur du Shuni-e, Jitchū, a invité plusieurs milliers de dieux à la cérémonie. Un des dieux, Onyu-myojin était en retard parce qu’il pêchait à la rivière Onyu. Pour se faire excuser, il offrit de l’eau parfumée de la rivière Onyu, et l’eau a soudainement jailli de l’endroit où se dressait autrefois le dieu,.